# Halanonchus papilatus
Halanonchus papilatus is een rondwormensoort uit de familie van de Trefusiidae. De wetenschappelijke naam van de soort is voor het eerst geldig gepubliceerd in 1972 door Groza-Rojancovski.